# Jean Bastien
Jean Bastien (21 de juny de 1915 - 7 d'agost de 1969) fou un futbolista francès.

## Selecció de França
Va formar part de l'equip francès a la Copa del Món de 1938.